# Vikingemuseet
 Ikke at forveksle med Vikingemuseet Ladby, Vikingemuseum Hedeby og Vikingeskibsmuseet.
Vikingemuseet er et underjordisk museum in situ ved Skt. Clemens Torv i Aarhus centrum. Museet beskæftiger sig med byens historie fra 900-tallet og frem.
Vikingemuseet hører under Moesgård Museum, der ligger lidt syd for Aarhus i Marselisborgskovene.

## Historie
Museet blev etableret i 1968, efter arkæologer fra Moesgård Museum havde udgravet grunden i 1963-1964 i forbindelse med byggeriet af en kontorbygning. Under arbejdet fandt man en del af vikingernes Aarhus – tre meter under gadeplan. Her blev blandt andet fundet rester af huse, hegn, brønde gadeforløb, værktøj, keramik mv.. En del af byens tidligere vold dukkede også frem i denne forbindelse.
Museet gennemgik en renovering i 2008, hvor der fra genåbningen i maj og året ud kom 23.000 besøgende, på trods af, at museet kun kan besøges i Nordeas åbningstid. 
Fra 1. december 2011, fik museet egen indgang grundet en ombygning af Nordea filialen.